# OpenIndiana
OpenIndiana — вільна Unix-подібна операційна система. Створена на основі OpenSolaris, після припинення цього проєкту. Oracle не прагне продовжувати розвиток і поширення OpenSolaris коду. Проєкт здійснюється під егідою Illumos Foundation. Розвиток операційної системи буде вестися виключно силами спільноти, не допускаючи впливу комерційних компаній.

## Дивись також
- OpenSolaris